# Jiří Lehečka
Jiří Lehečka (n. 8 noiembrie 2001, Mladá Boleslav, Boemia Centrală, Cehia) este un jucător profesionist de tenis din Cehia. Cea mai bună clasare a carierei la simplu este locul 29 mondial (28 august 2023).

## Viață personală
Este fiul a doi sportivi. Tatăl său a fost înotător, iar mama lui atletă. Bunica lui a concurat la nivel național în tenis.

## Legături externe
- en Jiří Lehečka la Association of Tennis Professionals